# Ростовская крепость
Ростовская земляная крепость — памятник фортификации староголландского типа в форме девятиконечной звезды, построенный в Ростове инженером Яном Корнелиусом ван Роденбургом в 1631—1633 годах. Валы крепости почти полностью сохранились и окружают Ростовский кремль (резиденцию ростовских митрополитов).

## История

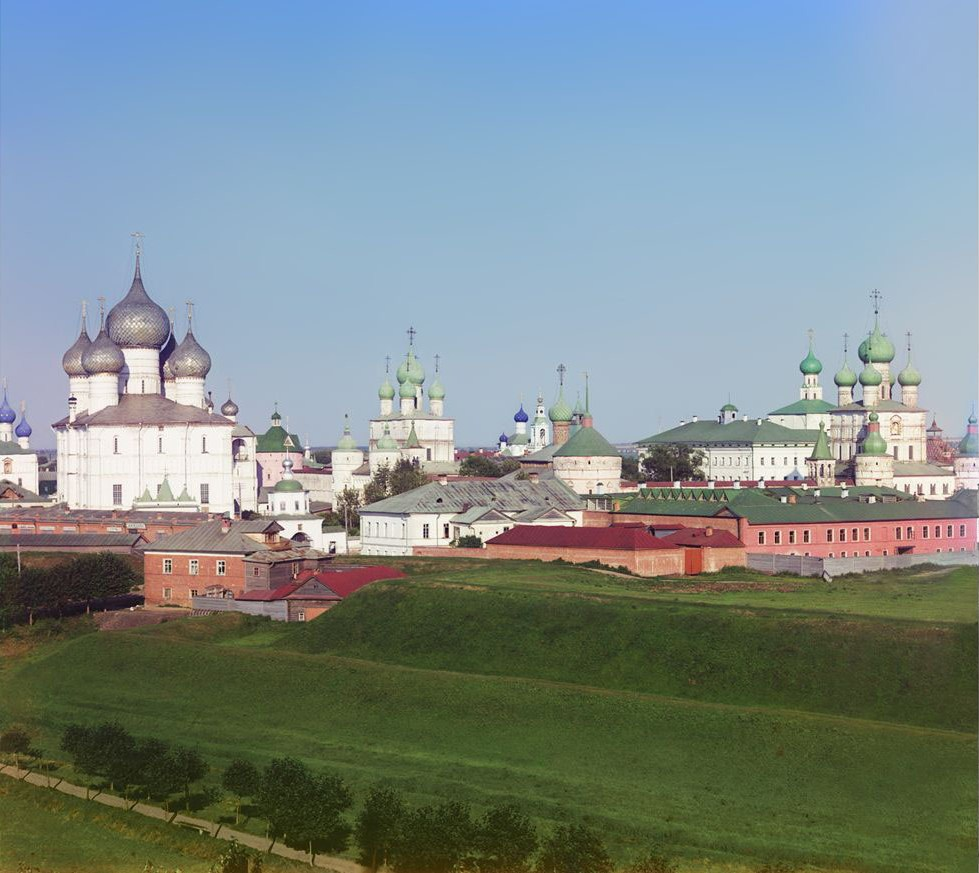
Валы Ростовской крепости на фотографии Сергея Прокудина-Горского (1911)

Поскольку Ростовский детинец, являвшийся на протяжении многих веков основным укреплением Ростова, сильно пострадал в Смутное время, царь Михаил Фёдорович распорядился построить в городе новые укрепления. В 1631 году начались масштабные работы. Их возглавил находившийся на русской службе голландец Ян Корнелиус ван Роденберг (Ян Корнилов) со своим помощником Корнило Клаусом. Работы велись силами трёх городов — Ростова, Кинешмы и Пошехонья. Крепость возводилась в соответствии со всеми требованиями западноевропейской военной фортификации того времени. В то же время, её нерегулярный план указывает на то, что её основой послужили земляные валы древнего детинца. В них были встроены бастионы, были выпрямлены куртины (участки вала) между бастионами, насыпан ещё один передовой вал (привалок), заново выкопаны и расширены рвы, которые впоследствии наполнили водой. Масштабные работы потребовали сноса значительной части прилегающей к крепости застройки. Всего у цитадели после завершения строительства имелось девять бастионов, семь наиболее мощных выдавались в сторону суши. Общая протяжённость земляных укреплений составила около 2,7 км. У крепости было трое проездных ворот: Фроловские (на Ярославль), Борисоглебские (к озеру) и Петровские (на Москву).
Подобная крепость была на тот момент передовым типом фортификации в России и предвосхищала «вобановский» тип укреплений, применявшийся позднее Петром I. В центре крепости находились Митрополичий двор и городской Успенский собор, а также деревянные торговые ряды.
Гарнизон крепости, находившейся далеко от границ, не был оснащён артиллерией. Обветшавшую крепость отремонтировали в 1678—1690 годах. Во второй половине XVII века в ней началось крупное каменное строительство, связанное с возвращением в город митрополита Ионы Сысоевича. Он построил Архиерейский (Митрополичий) двор, называемый в наше время Ростовским кремлём.